# Cybill Shepherd

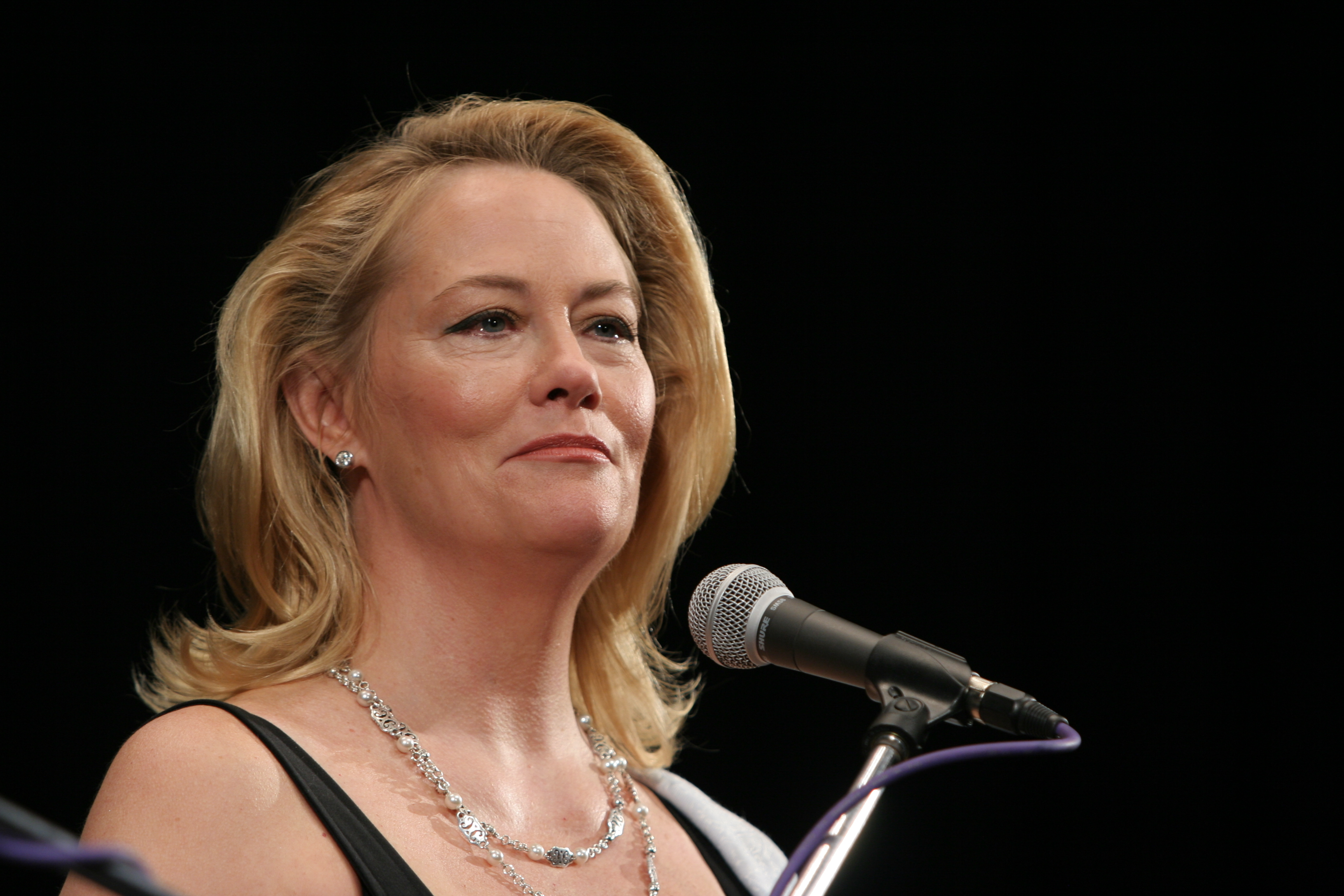
Cybill Shepherd (2007)

Cybill Lynne Shepherd (* 18. Februar 1950 in Memphis, Tennessee) ist eine US-amerikanische Schauspielerin und Sängerin.

## Leben und Karriere
Mit 16 Jahren gewann Shepherd den Miss-Teenage-Memphis-Wettbewerb und begann eine Karriere als Fotomodell. 1971 engagierte sie der Filmregisseur Peter Bogdanovich für die weibliche Hauptrolle in seinem Streifen Die letzte Vorstellung (The Last Picture Show). 1972 folgte Elaine Mays Komödie The Heartbreak Kid. Der Erfolg beider Filme bei Kritik und Publikum schien für sie auf den Beginn einer ebenso erfolgreichen Filmkarriere hinzudeuten, zumal sie seit den Dreharbeiten zu Last Picture Show mit Bogdanovich liiert war und auch in zwei seiner weiteren Filme die Hauptrolle spielte. Das Drama Daisy Miller (1974) und die musikalische Komödie At Long Last Love (1975) mit Burt Reynolds fielen jedoch beim Publikum durch, und insbesondere ihre schauspielerischen Leistungen ernteten fast ausnahmslos vernichtende Kritiken.
1976 engagierte Martin Scorsese Shepherd für die Rolle der Betsy in seinem Film Taxi Driver. Der weltweite Erfolg dieses Filmes konnte ihre Karriere nicht retten, da in Fachkreisen Gerüchte über ihre Probleme bei Dialogen und mit ihrem Filmpartner Robert De Niro verbreitet wurden. In der Folgezeit trat sie nur noch in wenigen, kaum Aufmerksamkeit erregenden, Kinofilmen auf.
Ihr Comeback hatte Shepherd ab Mitte der 1980er-Jahre mit der weltweit erfolgreichen Fernsehserie Das Model und der Schnüffler (Moonlighting, 1985 bis 1989) mit Bruce Willis, für die sie zweimal mit einem Golden Globe ausgezeichnet wurde. Seither gilt sie als renommierte Fernsehdarstellerin. Von 1995 bis 1998 hatte sie großen Erfolg mit ihrer Sitcom Cybill, für die sie einen weiteren Golden Globe erhielt. 2003 und 2005 spielte sie in zwei Fernsehfilmen, The Story of Martha Stewart und Martha Behind Bars, die Rolle der US-Fernsehpersönlichkeit Martha Stewart. Von 2007 bis 2009 spielte sie in der US-Fernsehserie The L Word – Wenn Frauen Frauen lieben die Rolle der Phyllis Kroll.
Eher wenig beachtet blieb Shepherds musikalische Karriere: 1974 veröffentlichte sie ihr Debütalbum mit Cybill Does It... To Cole Porter mit Titeln des legendären Komponisten Cole Porter, produziert von Peter Bogdanovich. Auf den sieben folgenden Alben interpretierte sie vorwiegend Jazztitel. Das letzte erschien 2004 unter dem Titel At Home With Cybill.
Shepherd war zweimal verheiratet und hat drei Kinder. Ihre Tochter Clementine Ford (* 1979) spielte in The L Word auch ihre Serientochter.

## Filmografie (Auswahl)
- 1971: Die letzte Vorstellung (The Last Picture Show)
- 1972: Pferdewechsel in der Hochzeitsnacht (The Heartbreak Kid)
- 1974: Daisy Miller
- 1976: Taxi Driver
- 1976: Der lange Kalifornier (Special Delivery)
- 1977: Silber, Banken und Ganoven (Silver Bears)
- 1979: Tödliche Botschaft (The Lady Vanishes)
- 1980: The Return – Tödliche Bedrohung (The Return)
- 1983: Operation Maskerade: Pariser Sünden (Masquerade)
- 1983–1984: Kampf um Yellow Rose (The Yellow Rose) (Fernsehserie, 22 Folgen)
- 1984: Seduced
- 1985–1989: Das Model und der Schnüffler (Moonlighting, Fernsehserie, 66 Folgen)
- 1985: Flammender Sommer (The Long Hot Summer)
- 1989: Ein himmlischer Liebhaber (Chances Are)
- 1990: Alice
- 1990: Texasville
- 1991: Dinner für Sechs – Woodstock meets Wallstreet (Married to It)
- 1991: Entführt: Sieben Tage Angst (Memphis)
- 1992: Es war einmal ein Mord – 7 Gauner und ein Dackel (Once Upon a Crime …)
- 1991: Rettung aus der Hölle (Which Way Home)
- 1992: Stormy Weathers – Eine Detektivin schlägt zurück (Stormy Weathers)
- 1992: Verhängnisvolles Spiel (Contract for Murder)
- 1993: Als Baby entführt (There was a Little Boy)
- 1994: Blut an ihren Händen (While Justice Sleeps)
- 1994: Eine Mutter verkauft ihr Baby (Baby Brokers)
- 1995–1998: Cybill (Fernsehserie, 87 Folgen)
- 1999: Die Muse (The Muse)
- 2005: Der Fall Martha S. (Martha Behind Bars)
- 2006: Hard Luck
- 2007–2009: The L Word – Wenn Frauen Frauen lieben (The L Word, Fernsehserie, 19 Folgen)
- 2008–2010, 2013: Psych (Fernsehserie, 5 Folgen)
- 2009: Eastwick (Fernsehserie, 5 Folgen)
- 2009: Criminal Minds (Fernsehserie, Folge 4x14)
- 2010: Die Liste (The Client List, Fernsehfilm)
- 2010: Drop Dead Diva (Fernsehserie, Folge 2x08)
- 2010: My Superhero Family (No Ordinary Family, Fernsehserie, Folge 1x06)
- 2010: Shit! My Dad Says ($#*! My Dad Says, Fernsehserie, Folge 1x09)
- 2012–2013: The Client List (Fernsehserie, 25 Folgen)
- 2013: Law & Order: Special Victims Unit (Fernsehserie, Folge 15x03)
- 2014: Broadway Therapy
- 2015: Woran glaubst Du? (Do You Believe?)
- 2017: Rose

## Diskografie
- Cybill Does It...to Cole Porter (1974), mit Artie Butler
- Vanilla (1979), u. a. mit Phineas Newborn, Jamil Nasser + Fred Ford and his Beale St. U.S.A. Orchestra
- Mad About the Boy (1980), u. a. mit Frank Rosolino, Stan Getz, Oscar Castro-Neves, Monty Budwig, Octavio Bailly Jr., Joey Baron, Claudio Slon, Paulinho da Costa
- Somewhere Down the Road (1980)
- Talk Memphis to Me (1997)
- Songs from the Cybill Show (1999)
- Live at the Cinegrill (2001), mit Tom Adams, Bart Samolis, Sinclair Lott
- At Home with Cybill (2004), mit Tom Adams

## Werke
- Cybill Shepherd, Aimee Lee Ball: Cybill Disobedience. HarperCollins, New York City 2000, ISBN 0-06-019350-6.